# Shiprock

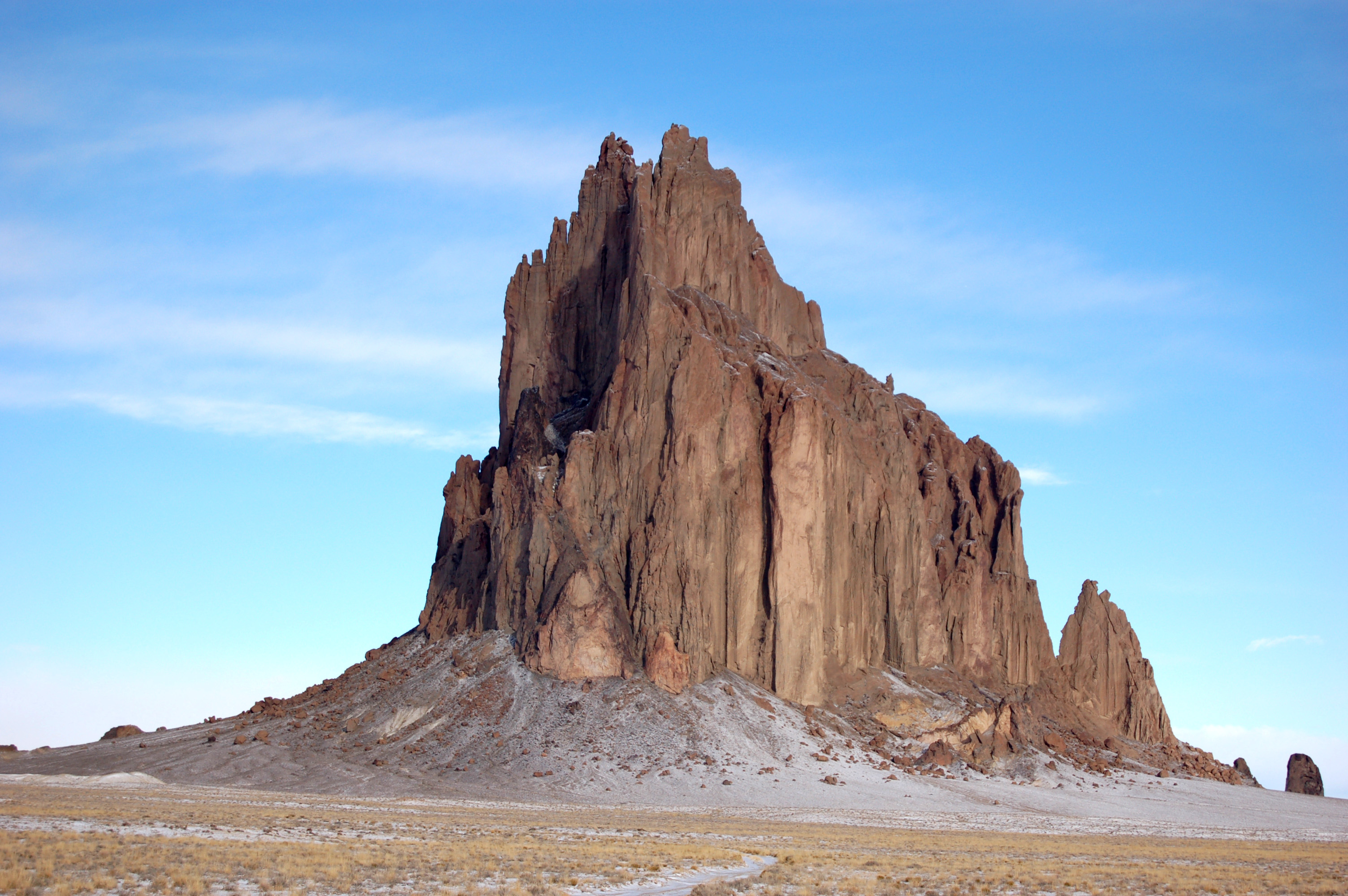
Vista do Shiprock.

Shiprock (em língua navaja Tsé Bitʼaʼí, "rocha alada" ou "rocha com asas") é um inselberg que se eleva cerca de 482 metros acima do planalto desértico no território da Navajo Nation, no Condado de San Juan, Novo México, EUA a sudoeste da vila de Shiprock que tomou o nome da formação geológica. A altitude do pico é 2187 metros e geologicamente é um diatrema.